# Tyler1
Tyler Steinkamp (* 7. března 1995), známý jako Tyler1, je americký livestreamer na platformě Twitch. Je jednou z osobností hry League of Legends s více než dvěma miliony sledujících na Twitchi.
Tylerovi byl odebrán přístup k hraní League of Legends od dubna 2016 do ledna 2018 za nesportovní chování vůči ostatním hráčům, což mu přineslo přezdívku "Nejtoxičtější hráč v Severní Americe". Jeho první vysílání League of Legends poté, co již mohl zase hrát, pokořilo rekord, když dosáhlo v jednu chvíli hranice 400 000 diváků. Tyler už ale nemůže být tak vulgární během své hry, jelikož mu hrozí opětovné odebrání přístupu; to může být důvod, proč Tylerova popularita na Twitchi klesla.